# Chetemti-schemau
Chetemti-schemau (zu deutsch „Siegler des Königs von Oberägypten“), teilweise auch als Sedjauti-schemau gelesen, war ein altägyptischer Titel, der einen hohen Rang bei Hofe signalisierte. Der Titel war jedoch nur in der zweiten Hälfte der 2. Dynastie in Gebrauch, gegen Ende der 2. Dynastie wurde er wieder abgeschafft.

## Belege

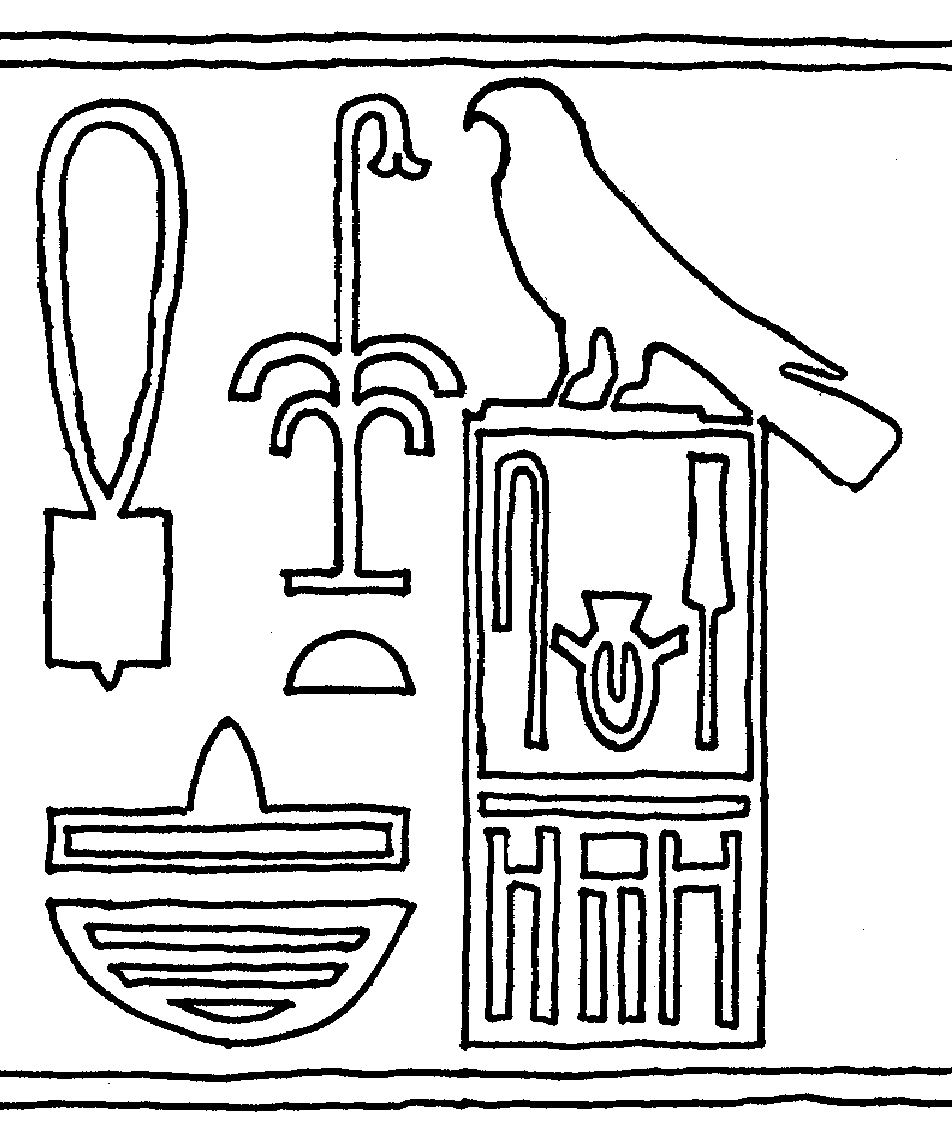
Siegelabdruck des Nebhetep mit dem Titel „Chetemti-schemau“ über seinem Namen

Unter den Königen Seth-Peribsen und Sechemib-Perenmaat in der 2. Dynastie ist der Titel Chetemti-Schemau belegt. Er stellt das Gegenstück zu Chetemti-biti dar. Der einzige Beamte, dem dieser Titel sicher nachgewiesen werden kann, ist Nebhetep. Die Einführung des Titels Chetemti-schemau wurde notwendig, nachdem unter König Peribsen (vielleicht auch schon etwas früher) das ägyptische Königreich in zwei Landeshälften gespalten worden war. Nahm man früher religiöse Umwälzungen und darauf folgende landesweite Bürgerkriege als Grund an, geht man heute von einer rein verwaltungstechnisch bedingten Notwendigkeit aus: möglicherweise waren wirtschaftliche Engpässe und/oder ein zu groß gewordener Verwaltungsapparat der Grund für eine formelle Reichsteilung gewesen. Vielleicht wollten Peribsen und Sechemib auch nur die Macht der Beamten und Priester einschränken, weil diese zu einflussreich wurden. Letztendlich mussten Beamtentitel wie eben der des „königlichen Sieglers“ diesen Neuerungen angepasst werden. Nachdem unter König Chasechemui die formelle Reichsteilung beendet und das Verwaltungssystem wieder von einer einzelnen Zentrale geleitet werden konnte, gab man den Titel „Chetemti-schemau“ wieder auf.

## Lesung
Es besteht eine gewisse Unsicherheit darüber, wie das Zeichen Siegel (Gardinerzeichenliste S19 und S20) zu lesen ist. Die ältere Forschung las das Zeichen meist sedjau, während in neuerer Zeit vermehrt Hinweise gefunden wurden, dass das Zeichen chetem zu lesen ist.

## Funktion
Der Träger des Titels „Siegler des Königs von Oberägypten“ genoss in der Frühzeit das Prestige, Waren, Tauschobjekte und jede Art von königlichem Besitztum als solchen zu kennzeichnen und zu versiegeln. Er vertrat somit die königliche Autorität. Er trug die volle Verantwortung für die tägliche Führung und Strukturierung besonderer Verwaltungseinrichtungen, die dem König direkt unterstanden. Daneben gab es auch Abwandlungen des Titels, die einen speziellen Aufgabenbereich des Sieglers aufzeigten, zum Beispiel der „Siegler der täglichen Fleischrationen“.